# 1000-km-Rennen von Spa-Francorchamps 2007

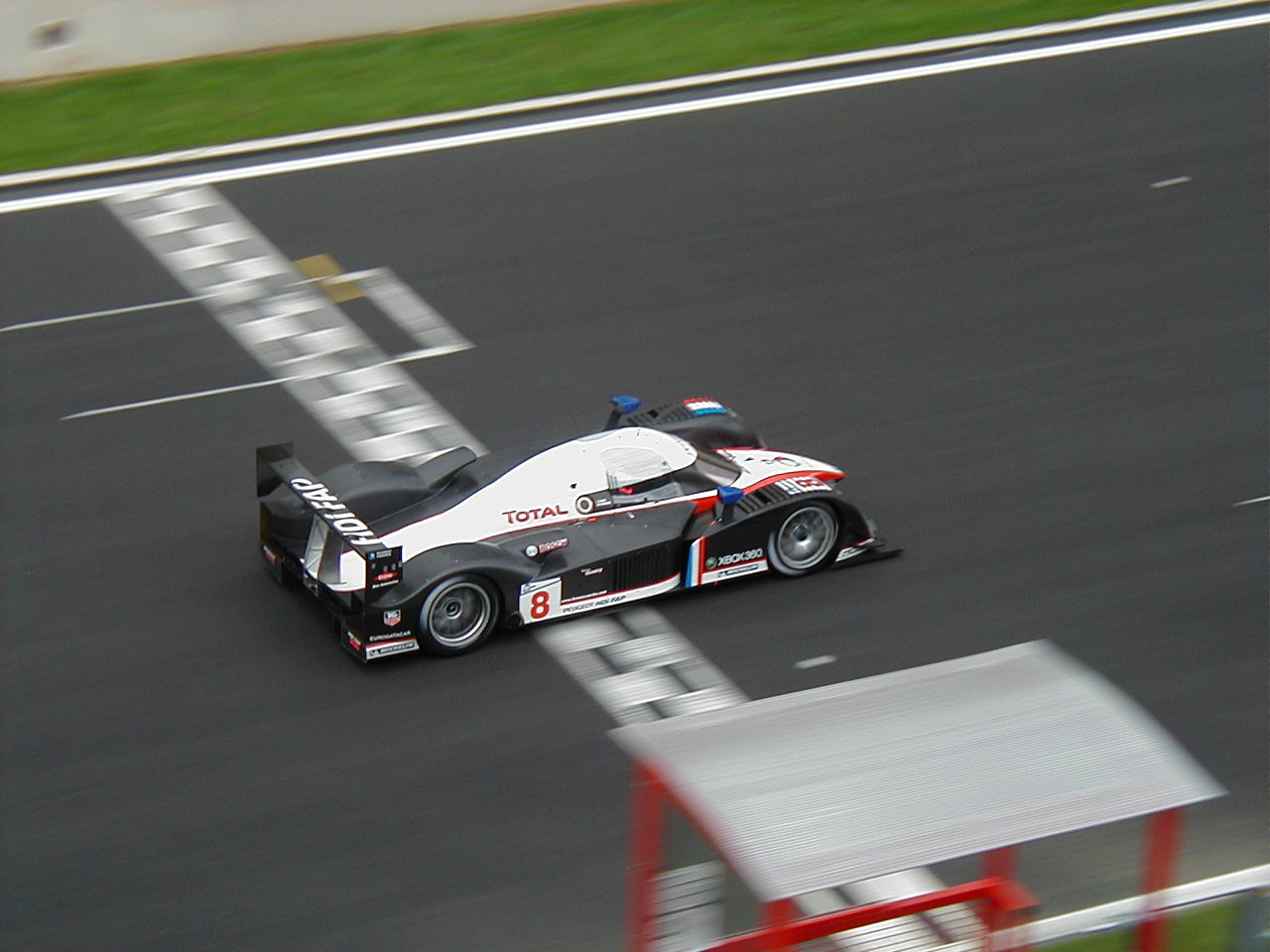
Der siegreiche Peugeot 908 HDi FAP von Pedro Lamy und Stéphane Sarrazin auf der Start-und-Zielgeraden

Das 24. 1000-km-Rennen von Spa-Francorchamps, auch 1000 km of Spa, Le Mans Series, Circuit de Spa-Francorchamps, fand am 19. August 2007 in Spa-Francorchamps statt und war der vierte Wertungslauf der Le Mans Series dieses Jahres.

## Das Rennen
Wie bei den ersten drei Meisterschaftsläufen der Saison waren auch in Spa die beiden von einem Dieselmotor angetriebenen Peugeot 908 HDi FAP die Favoriten für den Gesamtsieg. Gefahren wurden die Le-Mans-Prototypen von Marc Gené, Nicolas Minassian, Pedro Lamy und Stéphane Sarrazin. Nicolas Minassian konnte im Qualifikationstraining die schnellste Rundenzeit erzielen und scheiterte mit einer Zeit von 2:00,105 Minuten nur knapp an der 2-Minuten-Marke. Es war die vierte Pole-Position in Folge für das Peugeot Team mit der Startnummer 7. Erneut war der Rückstand der Konkurrenz auf die beiden Peugeot enorm. Stefan Mücke war im drittplatzierten Lola B07/17 bei seiner schnellsten Runde um vier Sekunden langsamer.
Das Rennen entschied ein defektes Radlager am Peugeot von Gené und Minassian, die den Wagen schon in einer frühen Phase des Rennens in den Boxen abstellen mussten. Dadurch feierten die Teamkollegen Lamy und Sarrazin den dritten Gesamtsieg in Folge.

## Ergebnisse

### Schlussklassement
| 1               | LMP1 | 8  | Team Peugeot Total    | Pedro Lamy Stéphane Sarrazin                           | Peugeot 908 HDi FAP       | 143 |
| 2               | LMP1 | 16 | Pescarolo Sport       | Emmanuel Collard Jean-Christophe Boullion              | Pescarolo Sport 01        | 141 |
| 3               | LMP2 | 25 | RML                   | Thomas Erdos Mike Newton                               | MG Lola EX264             | 140 |
| 4               | LMP1 | 17 | Pescarolo Sport       | Harold Primat Christophe Tinseau                       | Pescarolo Sport 01        | 138 |
| 5               | LMP2 | 40 | Quifel ASM Team       | Miguel Amaral Miguel Ángel de Castro Angel Burgueño    | Lola B05/40               | 137 |
| 6               | GT1  | 55 | Team Oreca            | Stéphane Ortelli Soheil Ayari                          | Saleen S7-R               | 137 |
| 7               | LMP2 | 27 | Horag Racing          | Frey Lienhard Didier Theys Eric van de Poele           | Lola B05/40               | 136 |
| 8               | GT1  | 50 | AMR Larbre            | Christophe Bouchut Gabriele Gardel Fabrizio Gollin     | Aston Martin DBR9         | 136 |
| 9               | GT1  | 72 | Alphand Aventures     | Jérôme Policand Patrice Goueslard Luc Alphand          | Chevrolet Corvette C6.R   | 134 |
| 10              | GT1  | 59 | Team Modena           | Antonio García Christian Fittipaldi                    | Aston Martin DBR9         | 134 |
| 11              | LMP2 | 35 | Saulnier Racing       | Jacques Nicolet Alain Filhol Bruce Jouanny             | Courage LC75              | 133 |
| 12              | LMP1 | 18 | Rollcentre Racing     | João Barbosa Stuart Hall Martin Short                  | Pescarolo Sport 01        | 133 |
| 13              | GT1  | 65 | Jetalliance Racing    | Karl Wendlinger Thomas Gruber Lukas Lichtner-Hoyer     | Aston Martin DBR9         | 132 |
| 14              | LMP2 | 31 | Binnie Motorsports    | William Binnie Allen Timpany Chris Buncombe            | Lola B05/40               | 132 |
| 15              | LMP1 | 19 | Chamberlain Synergy   | Gareth Evans Bob Berridge Peter Owen                   | Lola B06/10               | 132 |
| 16              | LMP1 | 9  | Creation Autosportif  | Jamie Campbell-Walter Felipe Ortiz Shinji Nakano       | Creation CA07             | 130 |
| 17              | GT2  | 77 | Felbermayr-Proton     | Marc Lieb Xavier Pompidou                              | Porsche 997 GT3 RSR       | 130 |
| 18              | GT2  | 96 | Virgo Motorsport      | Rob Bell Allan Simonsen                                | Ferrari F430 GT           | 129 |
| 19              | GT2  | 97 | GPC Sport             | Alessandro Bonetti Fabrizio De Simone Sergio Hernández | Ferrari F430 GT           | 128 |
| 20              | GT2  | 90 | Farnbacher Racing     | Dirk Werner Pierre Ehret Lars-Erik Nielsen             | Porsche 997 GT3 RSR       | 128 |
| 21              | GT1  | 51 | AMR Larbre            | Gregor Fisken Steve Zacchia Gregory Franchi            | Aston Martin DBR9         | 126 |
| 22              | GT2  | 78 | Scuderia Villorba     | Alex Caffi Denny Zardo                                 | Ferrari F430 GT           | 126 |
| 23              | GT2  | 98 | Ice Pol Racing Team   | Yves Lambert Christian Lefort Stéphane Lémeret         | Ferrari F430 GT           | 126 |
| 24              | GT2  | 88 | Felbermayr-Proton     | Christian Ried Horst Felbermayr junior Marc Basseng    | Porsche 997 GT3 RSR       | 126 |
| 25              | LMP1 | 15 | Charouz Racing        | Stefan Mücke Jan Charouz                               | Lola B07/17               | 125 |
| 26              | GT2  | 94 | Speedy Racing Team    | Andrea Belicchi Andrea Chiesa Jonny Kane               | Spyker C8 Spyder GT2R     | 124 |
| 27              | GT2  | 80 | Prospeed Competition  | Rudi Penders Franz Lamot Bart Couwberghs               | Porsche 997 GT3 RSR       | 123 |
| 28              | GT2  | 99 | JMB Racing            | Maurice Basso Bo McCormick Peter Kutemann              | Ferrari F430 GT           | 122 |
| 29              | GT2  | 95 | James Watt            | Paul Daniels Dave Cox Joël Camathias                   | Porsche 997 GT3 RSR       | 120 |
| 30              | GT2  | 79 | Felbermayr-Proton     | Horst Felbermayr senior Gerold Ried Philip Collin      | Porsche 996 GT3-RSR       | 112 |
| 31              | LPM2 | 45 | Embassy Racing        | Warren Hughes Darren Manning                           | Radical SR9               | 110 |
| Nicht klassiert |      |    |                       |                                                        |                           |     |
| 32              | LPM2 | 26 | Ranieri Randaccio     | Ranieri Randaccio Gianni Collini                       | Lucchini LMP2-04          | 97  |
| Ausgefallen     |      |    |                       |                                                        |                           |     |
| 33              | LMP2 | 32 | Barazi Epsilon        | Juan Barazi Michael Vergers Karim Ojjeh                | Zytek 07S                 | 125 |
| 34              | GT2  | 83 | GPC Sport             | Luca Drudi Johnny Mowlem Gabrio Rosa                   | Ferrari F430 GT           | 113 |
| 35              | GT2  | 85 | Spyker Squadron       | Jaroslav Janiš Peter Kox                               | Spyker C8 Spyder GT2R     | 108 |
| 36              | GT2  | 76 | Imsa Performance      | Raymond Narac Richard Lietz                            | Porsche 997 GT3 RSR       | 83  |
| 37              | LMP2 | 21 | Bruichladdich Radical | Stuart Moseley Tim Greaves                             | Radical SR9               | 81  |
| 38              | GT2  | 84 | Chad Peninsula Panoz  | John Hartshorne Sean McInerney                         | Panoz Esperante GTLM      | 66  |
| 39              | GT2  | 81 | Team LNT              | Tom Kimber-Smith Danny Watts                           | Panoz Esperante GTLM      | 58  |
| 40              | GT2  | 82 | Team LNT              | Lawrence Tomlinson Richard Dean                        | Panoz Esperante GTLM      | 58  |
| 41              | GT1  | 73 | Alphand Aventures     | Jean-Luc Blanchemain Sébastien Dumez Vincent Vosse     | Chevrolet Corvette C5-R   | 53  |
| 42              | LMP1 | 3  | Scuderia Lavaggi      | Giovanni Lavaggi Wolfgang Kaufmann                     | Lavaggi LS1               | 49  |
| 43              | LMP2 | 44 | Kruse Motorsport      | Jean de Pourtales Norbert Siedler                      | Pescarolo Sport 01        | 46  |
| 44              | LMP2 | 20 | Pierre Bruneau        | Marc Rostan Pierre Bruneau Simon Pullan                | Pilbeam MP93              | 37  |
| 45              | LMP1 | 10 | Arena Motorsport      | Stefan Johansson Hayanari Shimoda                      | Zytek 07S                 | 33  |
| 46              | LMP1 | 7  | Team Peugeot Total    | Marc Gené Nicolas Minassian                            | Peugeot 908 HDi FAP       | 32  |
| 47              | GT1  | 61 | Racing Box            | Piergiuseppe Perazzini Marco Cioci Kurt Mollekens      | Saleen S7-R               | 29  |
| 48              | GT2  | 89 | Markland Racing       | Kurt Thiim Thorkild Thyrring                           | Chevrolet Corvette C6 Z06 | 25  |
| 49              | LMP1 | 13 | Courage Compétition   | Jean-Marc Gounon Guillaume Moreau Vitaly Petrov        | Courage LC70              | 23  |
| 50              | LMP1 | 12 | Courage Compétition   | Alexander Frei Jonathan Cochet                         | Courage LC70              | 15  |

### Nur in der Meldeliste
Hier finden sich Teams, Fahrer und Fahrzeuge, die ursprünglich für das Rennen gemeldet waren, aber aus den unterschiedlichsten Gründen daran nicht teilnahmen.
| Pos. | Klasse | Nr. | Team                  | Fahrer                                             | Chassis             |
| ---- | ------ | --- | --------------------- | -------------------------------------------------- | ------------------- |
| 51   | LMP1   | 5   | Swiss Spirit          | Jean-Denis Delétraz Marcel Fässler Iradj Alexander | Lola B07/10         |
| 52   | LMP2   | 24  | Noël del Bello Racing | Vitaly Petrov                                      | Courage LC75        |
| 53   | LMP2   | 29  | T2M Motorsport        | Robin Longechal Yutaka Yamagishi                   | Dome S101.5         |
| 54   | GT1    | 60  | JMT Racing Team       | Wolfgang Kaufmann Fabrice Walfish                  | Porsche 996 GT2-R   |
| 55   | GT2    | 92  | Thierry Perrier       | Philippe Hesnault Nigel Smith Anthony Beltoise     | Porsche 997 GT3 RSR |

### Klassensieger
| Klasse | Fahrer           | Fahrer            | Fahrzeug            | Platzierung im Gesamtklassement |
| ------ | ---------------- | ----------------- | ------------------- | ------------------------------- |
| LMP1   | Pedro Lamy       | Stéphane Sarrazin | Peugeot 908 HDi FAP | Gesamtsieg                      |
| LMP2   | Thomas Erdos     | Mike Newton       | MG Lola EX264       | Rang 3                          |
| GT1    | Stéphane Ortelli | Soheil Ayari      | Saleen S7-R         | Rang 6                          |
| GT2    | Marc Lieb        | Xavier Pompidou   | Porsche 997 GT3 RSR | Rang 17                         |

### Renndaten
- Gemeldet: 55
- Gestartet: 50
- Gewertet: 31
- Rennklassen: 4
- Zuschauer: unbekannt
- Wetter am Renntag: warm und trocken, zwischendurch leichte Schauer
- Streckenlänge: 7,004 km
- Fahrzeit des Siegerteams: 5:47:47,313 Stunden
- Gesamtrunden des Siegerteams: 143
- Gesamtdistanz des Siegerteams: 1001,572 km
- Siegerschnitt: 172,790 km/h
- Pole Position: Nicolas Minassian – Peugeot 908 HDi FAP (#7) – 2:00,105
- Schnellste Rennrunde: Pedro Lamy – Peugeot 908 HDi FAP (#8) – 2:03,316 = 204,470 km/h
- Rennserie: 4. Lauf zur Le Mans Series 2007